# Ján Francisci-Rimavský
Ján Francisci-Rimavský (ur. 1822, zm. 1905) – słowacki pisarz, poeta, tłumacz, publicysta i polityk. Zbieracz opowieści ludowych.
Autor pierwszego zbioru legend słowackich skierowanych do dzieci – Poviedky pre slovenské dietky (1872).